# Colombia op de Olympische Zomerspelen 1980
Colombia nam deel aan de Olympische Zomerspelen 1980 in Moskou, Sovjet-Unie. Het was de tiende deelname van het Zuid-Amerikaanse land.

## Deelnemers en resultaten per onderdeel

### Atletiek
| Olympiër          | Discipline            | Resultaat | Prestatie               |
| ----------------- | --------------------- | --------- | ----------------------- |
| Domingo Tibaduiza | 10000m (m)            | DNF       | serie 2: niet gefinisht |
| Luis Barbosa      | marathon (m)          | 34e       | 2:22.58                 |
| Domingo Tibaduiza | marathon (m)          | 17e       | 2:17.06                 |
| Ernesto Alfaro    | 20km snelwandelen (m) | 19e       | 1:42.19,17              |
| Enrique Peña      | 20km snelwandelen (m) | 17e       | 1:38.00,0               |
| Ernesto Alfaro    | 50km snelwandelen (m) | 15e       | 4:46.28                 |
| Enrique Peña      | 50km snelwandelen (m) | 14e       | 4:29.27                 |

### Voetbal
| Olympiër | Discipline | Resultaat | Prestatie                                                                       |
| --- | ---------- | --------- | ------------------------------------------------------------------------------- |
| Carlos Valencia Heberth Ríos Heberth González Astolfo Romero Henry Viáfara Israel Viloria Jorge Porras Norberto Peluffo Pedro Sarmiento José Hernández Alexis García Fernando Fiorillo Radamel García Gilberto García Benjamín Cardona Carlos Molinares Luis Francisco Pérez | mannen     | 11e       | groep B: 3de V van Tsjecho-Slowakije: 0-3 G van Koeweit: 1-1 W van Nigeria: 1-0 |

| Groep B |                   |             |             |             |             |            |            |            |        |
| #       | Land              | Wedstrijden | Wedstrijden | Wedstrijden | Wedstrijden | Doelpunten | Doelpunten | Doelpunten | Punten |
| #       | Land              | G           | W           | G           | V           | V          | T          | Saldo      | Punten |
| 1       | Tsjecho-Slowakije | 3           | 1           | 2           | 0           | 4          | 1          | +3         | 4      |
| 2       | Koeweit           | 3           | 1           | 2           | 0           | 4          | 2          | +2         | 4      |
| 3       | Colombia          | 3           | 1           | 1           | 1           | 2          | 4          | -2         | 3      |
| 4       | Nigeria           | 3           | 0           | 1           | 2           | 2          | 5          | -3         | 1      |

| Ronde      | Datum     | Plaats            | Land | Score    | Land |
| ---------- | --------- | ----------------- | ---- | -------- | ---- |
| Groepsfase |           |                   |      |          |      |
| 21 juli    | Leningrad | Tsjecho-Slowakije | 3-0  | Colombia |      |
| 23 juli    | Moskou    | Colombia          | 1-1  | Koeweit  |      |
| 25 juli    | Moskou    | Colombia          | 1-0  | Nigeria  |      |

### Zwemmen
| Olympiër       | Discipline          | Resultaat | Prestatie                                      |
| -------------- | ------------------- | --------- | ---------------------------------------------- |
| Helmut Levy    | 100m schoolslag (m) | 19e       | serie 3: 6de in 1.07,06                        |
| Pablo Restrepo | 100m schoolslag (m) | 7e        | serie 2: 4de in 1.05,38 finale: 7de in 1.05,91 |
| Helmut Levy    | 200m schoolslag (m) | 15e       | serie 3: 5de in 2.27,94                        |
| Pablo Restrepo | 200m schoolslag (m) | 9e        | serie 2: 4de in 2.23,74                        |

Afghanistan · Algerije · Andorra · Angola · Australië · België · Benin · Birma · Botswana · Brazilië · Bulgarije · Colombia · Congo-Brazzaville · Costa Rica · Cuba · Cyprus · Denemarken · Dominicaanse Republiek · Duitse Democratische Republiek · Ecuador · Ethiopië · Finland · Frankrijk · Griekenland · Groot-Brittannië · Guatemala · Guinee · Guyana · Hongarije · Ierland · IJsland · India · Irak · Italië · Jamaica · Joegoslavië · Jordanië · Kameroen · Koeweit · Laos · Lesotho · Libanon · Liberia · Libië · Luxemburg · Madagaskar · Mali · Malta · Mexico · Mongolië · Mozambique · Nederland · Nepal · Nicaragua · Nieuw-Zeeland · Nigeria · Noord-Korea · Oeganda · Oostenrijk · Peru · Polen · Portugal · Puerto Rico · Roemenië · San Marino · Senegal · Seychellen · Sierra Leone · Sovjet-Unie · Spanje · Sri Lanka · Syrië · Tanzania · Trinidad en Tobago · Tsjecho-Slowakije · Venezuela · Vietnam · Zambia · Zimbabwe · Zweden · Zwitserland